# Phumosia elegans
Phumosia elegans är en tvåvingeart som beskrevs av Hiromu Kurahashi 1989. Phumosia elegans ingår i släktet Phumosia och familjen spyflugor. Inga underarter finns listade i Catalogue of Life.